# Festival Chouftouhonna
Il festival Chouftouhonna è un festival multidisciplinare dedicato alle donne artiste, organizzato in Tunisia ogni anno dall'associazione femminista Chouf.

## Festival femminista
Il festival Chouftouhonna e l'associazione Chouf (o minoranze Chouf) hanno come obiettivo l'agire per i diritti individuali, corporali e sessuali delle donne. L'associazione è un'organizzazione femminista autorganizzata fondata nel 2015, che si definisce un "collettivo di attivisti audiovisivi" che usa le arti per offrire alle donne tunisine uno spazio di parola. Dal 2015, anno della sua creazione, l'associazione organizza in Tunisia (che ospita anche il Forum sociale mondiale) le varie edizioni del festival, invitando le persone che si identificano come donne ad esprimersi attraverso la creazione artistica, sfidando il concetto di genere.

## Incontro multidisciplinare
Il festival è costruito per dare uno spazio di espressione artistica alle donne e rivendicare i loro diritti. Offre un programma multidisciplinare: arti grafiche, arti visive, fotografia, cinema, danza, teatro, musica, spettacoli e letture. Chouftouhonna è diventato una piattaforma artistica e un luogo di scambio e di incontri per le donne artiste.

## Edizioni
- La prima edizione del festival si è svolta il 17 maggio 2015[6].
- La seconda edizione del festival Chouftouhonna si è svolta dal 13 al 15 maggio 2016 presso Espace Mad'art, a Cartagine[7].
- La terza edizione del festival ha avuto luogo dal 7 al 10 settembre 2017 presso il Teatro Nazionale tunisino, Place Halfouïne, nel centro di Tunisi. L'associazione ha annunciato l'arrivo di 256 partecipanti, provenienti da 55 paesi diversi[8].
- La quarta edizione del festival si è svolta dal 6 al 9 settembre 2018, sempre presso il Teatro Nazionale tunisino[9]. Ha riunito più di 150 artisti[4].